# Saint-Pois
Saint-Pois è un comune francese di 538 abitanti situato nel dipartimento della Manica nella regione della Normandia.

## Società

### Evoluzione demografica
Abitanti censiti